# Webpagina

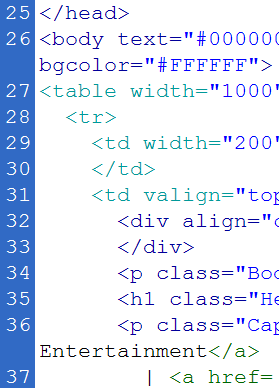
Broncode van een webpagina.

Een webpagina is een pagina op het wereldwijde web. De basis is een HTML- of XHTML-code (de broncode) die is bedoeld om met een webbrowser bekeken te worden. De code kan verwijzen naar andere bestanden die ook nodig zijn voor de opbouw van de pagina, bijvoorbeeld een afbeeldingsbestand. De browser zet een en ander om naar de uiteindelijke pagina. Door hypertekst links in de HTML-code kan eenvoudig van de ene pagina naar de andere worden genavigeerd, een bezigheid die ook wel surfen op het internet wordt genoemd.
De definitie van webpagina van het World Wide Web Consortium (W3C) luidt: "een niet ingebed bestand dat door middel van HTTP verkregen wordt uit een enkele URI plus alle andere bestanden die door een user agent gebruikt worden bij het weergeven of bedoeld zijn om samen met het niet ingebedde bestand te worden weergegeven". 

## Webpagina's en URL
Elke webpagina heeft in principe een eigen uniek adres in de vorm van een URL. Daar zijn echter uitzonderingen op, sommige webpagina's worden dynamisch gegenereerd door een programma of script (zie ook server-side scripting), waardoor dezelfde URL een andere pagina kan tonen op basis van acties van de gebruiker of andere variabele factoren (soort browser, cookies, tijd etc). Het bestaan van frames is ook verwarrend voor de een-op-eenrelatie tussen een webpagina en een URL. Frames maken het namelijk mogelijk dat binnen een webpagina (met een URL) meerdere andere webpagina's (met ieder een eigen URL) kunnen worden ondergebracht.

## Website
Een website bestaat uit een aantal samenhangende webpagina's op hetzelfde domein. De beginpagina van een website wordt de hoofdpagina of homepage genoemd.